# Ahmad Szafik
Ahmad Muhammad Szafik, arab. ‏أحمد محمد شفيق‎ (ur. 25 listopada 1941 w Kairze) – egipski wojskowy i polityk, minister lotnictwa cywilnego w latach 2002–2011, premier Egiptu od 29 stycznia do 3 marca 2011 roku. Kandydat w wyborach prezydenckich w 2012.

## Życiorys
Ahmad Szafik urodził się w listopadzie 1941 w Kairze. W 1961 ukończył Egipską Akademię Sił Powietrznych i rozpoczął służbę wojskową jako pilot. W czasie wojny na wyczerpanie był pilotem myśliwca, następnie dowódcą szwadronu myśliwców, dowódcą wielozadaniowej jednostki powietrznej oraz dowódcą baz powietrznych. Brał udział w wojnie Jom Kipur w 1973, w czasie której służył pod dowództwem Husniego Mubaraka. 14 października 1973 w bitwie w pobliżu Al-Mansury zestrzelił dwa izraelskie samoloty.
Od 1984 do 1986 pełnił funkcję attaché wojskowego w Rzymie. W latach 1988–1991 jako marszałek pełnił wiele funkcji dowódczych w siłach zbrojnych. W 1991 objął urząd szefa sztabu sił powietrznych.
W latach 1996–2002 zajmował stanowisko dowódcy Egipskich Sił Powietrznych. W 2002 objął urząd ministra lotnictwa cywilnego w rządzie Atifa Ibaida. Jako minister nadzorował program modernizacji państwowego operatora lotniczego EgyptAir oraz krajowych lotnisk.
29 stycznia 2011, po dymisji rządu Ahmada Nazifa w czasie protestów społecznych, prezydent Hosni Mubarak mianował go nowym szefem rządu. 3 marca Rada Najwyższa Sił Zbrojnych, która przejęła władzę nad krajem po dymisji Mubaraka zdecydowała się przyjąć rezygnację premiera Ahmada Szafika, którego ustąpienia domagała się opozycja i powierzyć funkcję premiera ministrowi transportu w latach 2004–2006, Isamowi Szarafowi.
W kwietniu 2012 Ahmad Szafik zgłosił swoją kandydaturę jako kandydat niezależny w wyborach prezydenckich. Choć początkowo została ona odrzucona przez komisję wyborczą, jako niezgodna z uchwalonym przez parlament prawem zakazującym kandydowania byłym urzędnikom państwowym z czasów prezydentury Mubaraka, ostatecznie został dopuszczony do udziału w wyborach przez Sąd Najwyższy, który w czerwcu 2012 uznał wspomniane prawo za niezgodne z konstytucją. 26 kwietnia 2012 Szafik został oficjalnie jednym z trzynastu kandydatów do urzędu prezydenckiego. Przez wielu komentatorów uważany był za człowieka dawnego reżimu, czemu jednak sam zaprzeczał
W pierwszej turze wyborów przeprowadzonej w dniach 23-24 maja 2012 zajął drugie miejsce, uzyskawszy 23,7% głosów. Przegrał z Mohamedem Mursim, który zdobył 24,8% głosów. W drugiej turze głosowania w dniach 16-17 czerwca 2012 przegrał z Mursim, który uzyskał 51,73%% głosów poparcia. Po przegranych wyborach emigrował do Zjednoczonych Emiratów Arabskich. W Egipcie in absentia toczył się jego proces w sprawie o malwersacje finansowe, który zakończył się 19 grudnia wyrokiem uniewinniającym. Nadal rozpatrywana jest sprawa, w której jest oskarżony o korupcję.